# Æthelburg de Wessex
Pour les articles homonymes, voir Æthelburg.
Æthelburg, Æthelburh ou Ethelburga est une noble anglo-saxonne du premier quart du VIIIe siècle. Elle est l'épouse du roi du Wessex Ine.

## Biographie
La Chronique anglo-saxonne ne mentionne Æthelburg qu'à une seule reprise, dans l'entrée pour l'année 722 :

« Cette année-là, la reine Æthelburh détruisit Taunton, qu'Ine avait construit auparavant ; et l'exilé Ealdberht partit pour le Surrey et les Saxons du Sud, et Ine affronta les Saxons du Sud. »

L'historienne Barbara Yorke souligne l'absence de tout contexte pour cette affirmation énigmatique. En effet, le compilateur anonyme de la Chronique ne donne aucune explication à la destruction de Taunton et n'explique pas non plus le lien entre cet événement et « l'exilé Ealdberht », si tant est qu'il y en ait un. L'historien D. P. Kirby considère qu'il s'inscrit dans un contexte de luttes intestines au sein du royaume de Wessex. Il note la mention pour l'année précédente du meurtre d'un ætheling nommé Cynewulf et estime qu'Ealdberht pourrait être un autre prétendant au trône qui aurait cherché à renverser Ine.
Le laconisme du texte de la Chronique suggère qu'aux yeux de son auteur, il est parfaitement naturel qu'une femme dirige des opérations militaires. Ben Snook rapproche cette entrée de l'apparition de la reine Seaxburh dans la liste des rois du Wessex qui figure en préface de certains manuscrits de la Chronique, également sans le moindre commentaire ou signe d'étonnement de la part du scribe. La mention de ces deux reines dans la charte S 250, une forgerie du début du XIIe siècle, suggère qu'elles restent des figures mémorables après la conquête normande de l'Angleterre.
Les historiens anglo-normands du XIIe siècle offrent davantage d'informations sur Æthelburg. Ainsi, Guillaume de Malmesbury la décrit comme « une femme d'ascendance et de caractère royal ». Il rapporte également une anecdote fantaisiste selon laquelle elle aurait convaincu son mari de la vanité des biens matériels en laissant un cochon semer le chaos dans leur chambre. Henri de Huntingdon élabore quant à lui le récit de la campagne de 722 en tenant pour acquis le lien entre les deux parties de l'entrée de la Chronique anglo-saxonne : selon lui, c'est bien parce que le rebelle Ealdberht s'y est réfugié que la reine assiège et détruit Taunton.
Æthelburg est l'une des 1038 femmes dont le nom apparaît dans The Dinner Party, installation féministe de l'artiste américaine Judy Chicago.